# Chihuahua (pustynia)
Chihuahua (hiszp. Desierto de Chihuahua, ang. Chihuahuan Desert) – pustynia na pograniczu Stanów Zjednoczonych i Meksyku, w środkowej i północnej części Wyżyny Meksykańskiej pomiędzy pasmami górskimi Sierra Madre Zachodniej i Wschodniej.

## Charakterystyka
Na terytorium USA pustynia ta obejmuje doliny i kotliny środkowego i południowego Nowego Meksyku, Teksasu na zachód od rzeki Pecos i południowo-wschodniej Arizony; na południe od granicy państwowej obejmuje północną część meksykańskiego stanu Chihuahua, większość obszaru stanu Coahuila, północno-wschodnie obszary Durango, skrajnie północne części Zacatecas i kawałek zachodniego Nuevo León. Obejmuje obszar około 362 000 km², a więc jest trzecią co do wielkości pustynią półkuli zachodniej i jednocześnie największą w Ameryce Północnej.
Na obszarach pustynnych znajduje się kilka obszarów zurbanizowanych: największym z nich jest Ciudad Juárez, gdzie mieszka około miliona ludzi, a graniczące z El Paso w stanie Teksas; kolejnymi dużymi miastami po stronie meksykańskiej są Chihuahua i Torreón, zaś po stronie amerykańskiej  Albuquerque, Las Cruces i Roswell w stanie Nowy Meksyk.
Według danych World Wildlife Fund pustynia Chihuahuan jest jedną z najbardziej biologicznie zróżnicowanych pustyń świata, zamieszkiwaną przez największą liczbę gatunków zwierząt, mimo daleko w przeszłości posuniętej degradacji ekologicznej całego regionu (co było skutkiem rabunkowej gospodarki i wypasania ogromnych stad owiec). Wilk meksykański, na przykład, ongiś doszczętnie wytrzebiony, dziś odzyskuje swoje tereny łowne.
Pustynię przecinają rzeki Rio Grande i Conchos. Klimat jest kontynentalny suchy zwrotnikowy i podzwrotnikowy na północnych krańcach.